# Ike Aronowicz
Yitzhak "Ike" Aronowicz (27 de agosto de 1923 – 23 de diciembre de 2009).
Marino israelí. A los 23 años fue el capitán del barco de emigrantes judíos SS Exodus, que intentó atracar en Palestina, el 11 de julio de 1947, durante el Mandato  británico, con supervivientes del Holocausto. Su apellido sería más  tarde deletreado como Ahronovitch.

## Infancia
Nació en Łódź, creció en Ciudad libre de Danzig (ahora Gdańsk, Poland) llegó al Mandato británico de Palestina a la edad de 10 años. Su padre, sionista y seguidor de  Jabotinsky, en 1934 vendió  todas las pertenencias de Danzig, y toda la familia se trasladó a Palestina. Fue a un instituto en el que estudió la rama de empresariales. En el colegio, de extrema derecha, fue expulsado por expresar sus opiniones. 

## Juventud

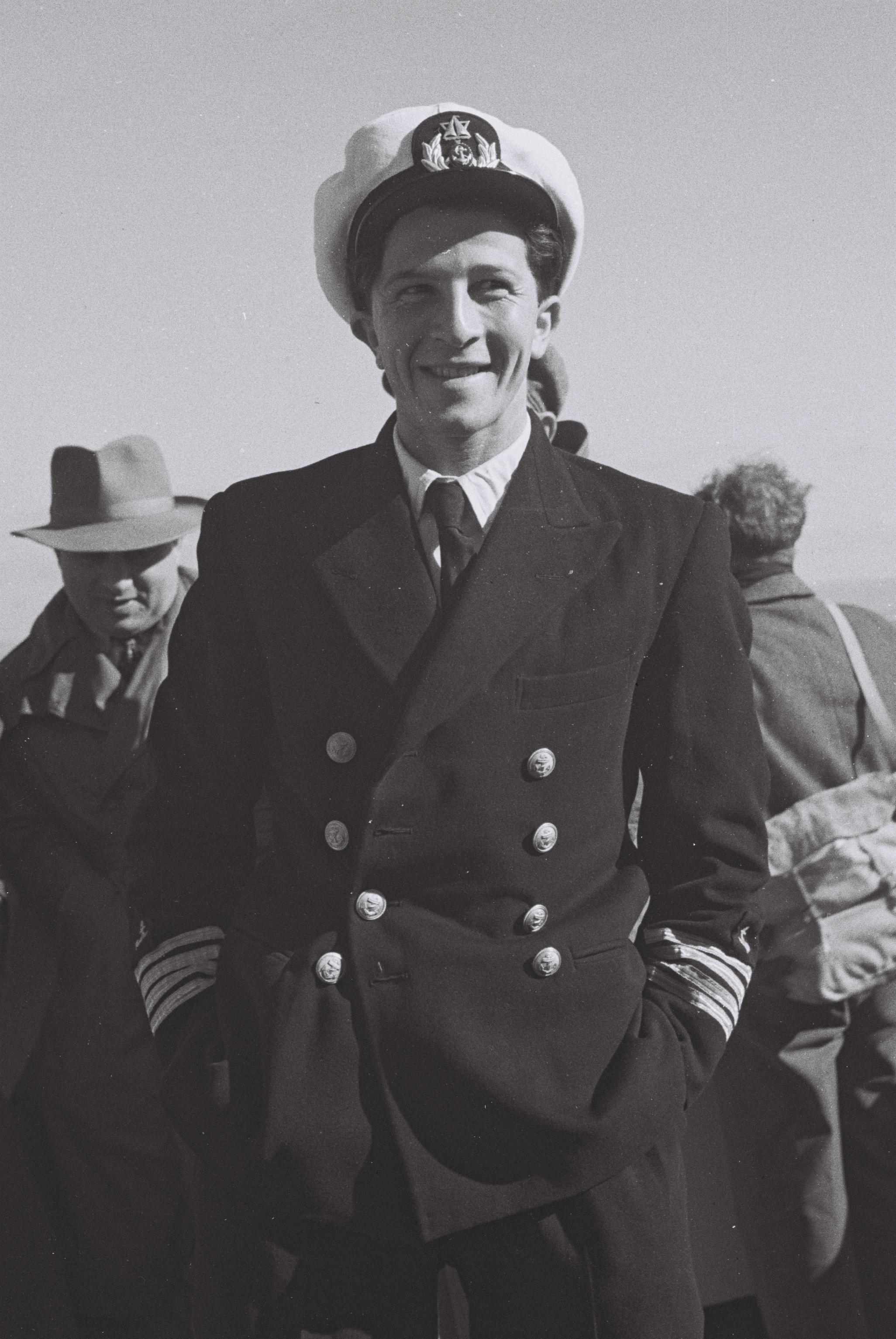
Ike Aharonovitz capitán del S.S. Atzmaut, 10-feb-1949

En  agosto de 1940 ingresó en un grupo de preparación del Kibbutz Yagur. Fue enviado a trabajar a Haifa para apoyar a los líderes del movimiento sionista. Trabajó en el puerto de Haifa, construyendo fortificaciones en los espigones de la entrada del puerto. Sirvió como voluntario, de conductor para el ejército británico en Palestina, también en la cocina y otros trabajos no relacionados con el combate. 
Deseaba luchar contra los nazis y embarcarse. Finalmente en 1941 fue aceptado en el buque Sophie, cuya tripulación era casi completamente judía, de Tel Aviv. Salieron de Haifa a Tobruk, Alejandría y Haifa, transportando miles de prisioneros italianos capturados en Libia. Trabajó en el buque durante ocho meses hasta que se incorporó al Palyam, la fuerza naval del Palmaj. 
Se embarcó en el petrolero noruego Nyholm que  hacía ruta a India y Sudáfrica. Justo tras el fin de la guerra, navegó en el buque británico Samclyde desde Nueva York a Salónica, transportando trigo. El buque golpeó una mina y se vieron obligados a permanecer un mes para reparaciones. Durante  ese tiempo visitaba en barrio  judío y  quedó sorprendido de que antes de la guerra la población judía era de 60.000 habitantes y en ese momento solo encontró a 12 personas judías. De Salónica continuaron a Londres, donde realizó con éxito el examen de Segundo Oficial. Al año siguiente, aprobaría el de primer oficial. Durante su estancia en Londres, entró en contacto con la Mosad  para Aliyá Bet. Le dieron instrucciones  para ir a EE. UU. tan pronto como pudiera. En 1946 fue enviado, por primera vez al President Warfield, futuro Exodus 1947. en Baltimore.

## Llegada al SS Exodus
A los 23 años fue el capitán del SS Exodus,  en su viaje desde el puerto de Sète, ciudad pesquera de Francia, el 11 de julio de 1947 transportando 4515 pasajeros; hacia Palestina. Fue interceptado por buques de la  Marina Real Británica dirigida por el crucero Ajax. Un convoy de destructores que le siguieron desde el principio de su travesía. Dos destructores británicos arremetieron contra el barco intentando el abordaje. Tras varias horas de combate cuerpo a cuerpo entre los pasajeros, armados con bombas de humo para impedir el abordaje de los marineros británicos, los británicos abrieron fuego. Dos emigrantes y un miembro de la tripulación resultaron muertos. Muchos pasajeros resultaron seriamente heridos. El barco fue remolcado  hasta Haifa, donde fue abandonado. Los  pasajeros fueron deportados a Francia y de allí a Lübeck, Alemania.

## Tras Exodus
A finales  de 1947. Sirvió como capitán del Pan York, otro barco que intentó llevar refugiados judíos a Palestina atravesando el bloqueo británico.
Fue un oficial altamente  experimentado y navegó con muchos buques. En 1949, a continuación del  establecimiento del estado de Israel,  fue a estudiar a Reino Unido. Asistió en Londres al un curso de oficiales, de tercer, de segundo y finalmente, de primer oficial.

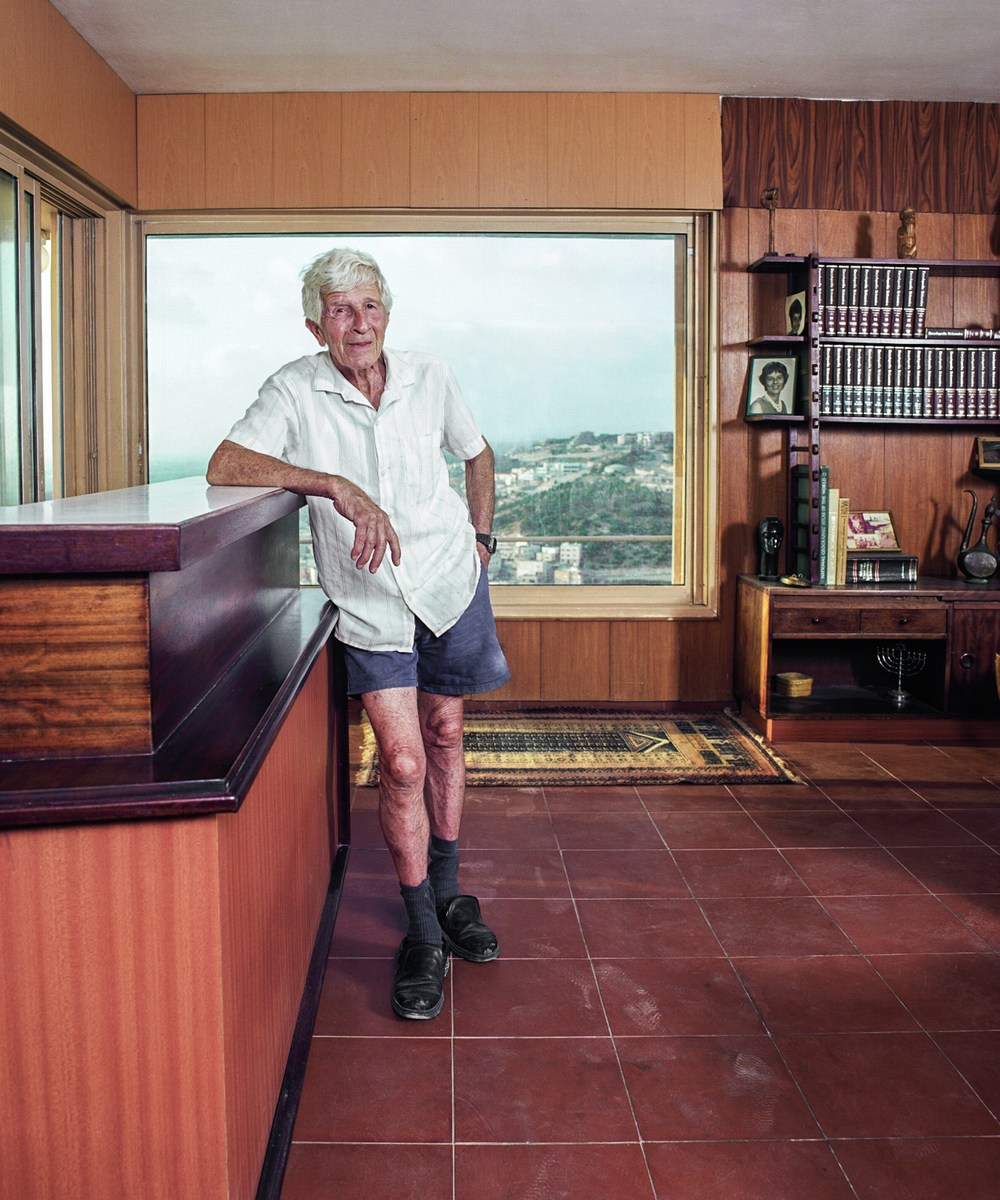

Se casó con Irene, una norteamericana de Berkeley que no era judía. En Israel Aronowicz entró en negocios navales. En 1951 dirigió una huelga de marineros que fue disuelta por el gobierno de Israel. En 1958, Aronowicz fue a estudiar a los   Estados Unidos, obteniendo el grado universitario en relaciones internacionales de la Universidad de Georgetown y un máster en economía de la Universidad de Columbia. Mientras trabajaba en EE. UU., trabajó como conductor para la embajada de Israel. Tras completar sus estudios, volvió con su familia a Israel y finalmente creó su propia naviera, gestionando líneas a China, Singapur, e Irán.

## Muerte
Aronowicz murió en Israel el 23 de diciembre de 2009 a los 86 años. Tuvo dos hijas, siete nietos y dos bisnietos.
En un discurso tras su muerte, Shimon Peres, presidente de Israel dijo que Ahronovitch "había  prestado  una contribución singular al estado que nunca se olvidará".